# Sosis (artista)
Sosis (en llatí Sosis, en grec antic Σὥσις) fou un medallista siracusà. El seu nom apareix en la forma abreujada, ΣΩΣ, al front d'una diadema que porta un cap femení, del tipus d'una medalla petita, i com a ΣΩΣΙΣ en una medalla corresponent al tirà siracusà Geló II. L'admissió del nom de Sosis a la llista de medallistes antics és motiu de controvèrsia.